# Bulletin de l’Académie Impériale des Sciences de Saint-Pétersbourg

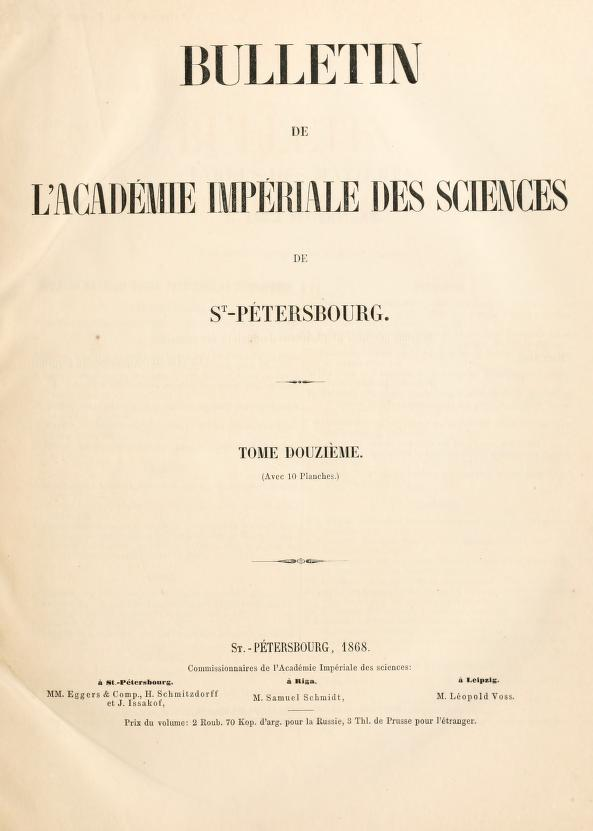
Bulletin de l’Académie Impériale des Sciences de Saint-Pétersbourg (12. Band, St. Petersburg 1868)

Das Bulletin de l’Académie Impériale des Sciences de Saint-Pétersbourg ("Bulletin der Kaiserlichen Akademie der Wissenschaften von St. Petersburg", abgekürzt: Bull. Acad. Imp. Sci. St.-Pétersbourg) ist eine illustrierte, multidisziplinäre wissenschaftliche Zeitschrift, die in Sankt Petersburg herausgegeben wurde.
Sie erschien von 1860 bis 1888 in französischer Sprache mit vielen wissenschaftlichen Artikeln in deutscher Sprache und mit beschreibenden Artikeln in Latein.
Sie umfasste verschiedene wissenschaftliche Themen: Botanik, Astronomie, Chemie, Mathematik, Meteorologie, Mineralogie, Physik, Zoologie. Sie veröffentlichte auch Artikel über Geisteswissenschaften: Archäologie, Geographie, alte Geschichte, alte und orientalische Literatur.
Sie wurde von der Kaiserlichen Akademie der Wissenschaften in St. Petersburg herausgegeben und erschien in zweiunddreißig Bänden.
Ihr ging das Bulletin scientifique, publ. par l'Académie Impériale des Sciences de Saint-Pétersbourg, Saint-Petersbourg (1.1836/3–10.1842) und das  Bulletin de la Classe physico-mathématique de l'Académie impériale des sciences de Saint-Pétersbourg (Bulletin der physikalisch-mathematischen Klasse der Kaiserlichen Akademie der Wissenschaften in St. Petersburg) (1843–1859) voraus, und ihr folgte das Bulletin de l'Académie impériale des sciences de Saint-Pétersbourg, nouvelle série (Bulletin der St. Petersburger Kaiserlichen Akademie der Wissenschaften, Neue Folge) (1890–1894)), dessen Titel in Les Nouvelles de l'Académie impériale des sciences (Nachrichten der Kaiserlichen Akademie der Wissenschaften (1894–1906) überging.
Siehe auch Mémoires de l'Académie Impériale des Sciences de Saint-Pétersbourg und Mémoires présentés à l'Académie Impériale des Sciences de Saint-Pétersbourg par divers savants et lus dans ses assemblées.